# Verrerie-cristallerie de Vannes-le-Châtel

La verrerie-cristallerie de Vannes-le-Châtel est une entreprise fondée au milieu du XVIIIe siècle, par la comtesse de Mazirot de Reims, dans le village d'Allamps, en Lorraine. Elle est, depuis 1986, une succursale de la Société Daum de Nancy. Ses bâtiments figurent à l'IGPC depuis 1999.

## Histoire
La verrerie est fondée, en 1765, par la comtesse de Mazirot de Reims, désireuse de valoriser l'exploitation de bois lui appartenant. Elle s'en sépare dès 1788, au profit de Nicolas Griveau.

L'entreprise ne prend véritablement son essor qu'à partir de sa reprise par la famille Schmid venue de la verrerie de Wildenstein en Alsace entre 1823 et 1908, qui engage des travaux de construction colossaux. En effet, dès les premières années une taillerie à eau est construite en 1846, des logements ouvriers en 1876, 1878 et 1880, puis une nouvelle taillerie avec un atelier de gravure acide en 1881.
 
Leurs successeurs, la famille Bourbonneux, poursuivent l'agrandissement de la verrerie en faisant édifier de nouvelles extensions dont la chapelle et la halle entre 1900 et 1950.

En 1960, l'entreprise fusionne avec les verreries de Bayel, Cristallerie de Portieux, Cristallerie de Vallérysthal et de Fains, pour former la Compagnie Française du Cristal, qui après un rachat, en 2000, par Axa Private Equity, le Crédit agricole, Sagem et l’orfèvre Tétard 1860, un dépôt de bilan et une reconstitution en 2003, est devenue, en 2009, une filiale de la Financière Saint-Germain.

## Activité et production
L'usine de Vannes-le-Châtel, qui couvre aujourd'hui 40 000 m2, fabrique dès l'origine de la verrerie de table, puis se diversifie, à partir de 1930, dans les œuvres décoratives, avant de se lancer dans la production de cristal en 1963. Les pièces produites dépasse les deux millions et sont vendues sous les marques "Cristal de Sèvres" et "Daum".

Toutefois, en dépit de l'amélioration de la qualité de ses productions et de ses diversifications tout au long du XXe siècle, ainsi que de son poids dans le marché de l'emploi du Toulois (plus de 650 ouvriers, artisans, artistes en 1978), la pérennité du site semble régulièrement menacée depuis le début des années 1980, à cause de la concurrence étrangère et des stratégies de production de la société-mère.

## Liste des directeurs
- Marie-Anne Gabrielle Rose Barbara de Mazirot, de 1765 à 1788
- Nicolas Griveau, de 1788 à 1823
- Famille Schmidt, de 1823 à 1908
- Famille Bourbonneux, de 1908 à 1960
- Compagnie Française du Cristal, depuis 1960